# ۴۰۵ (فیلم)
۴۰۵ فیلمی است که در سال ۲۰۰۰ منتشر شد.